# Punta d'en Bous
La Punta d'en Bous és un cap en forma de punxa de la costa de la Marenda del terme comunal de Cotlliure, a la comarca del Rosselló (Catalunya del Nord). Està situada a l'extrem nord-oest del terme de Cotlliure, a prop del termenal amb Portvendres i a l'extrem nord-occidental de la Platja de l'Oli.